# Silvania
Silvania là một khu tự quản thuộc tỉnh Cundinamarca, Colombia. Thủ phủ của khu tự quản Silvania đóng tại Silvania Khu tự quản Silvania có diện tích ki lô mét vuông. Đến thời điểm ngày 28 tháng 5 năm 2005, khu tự quản Silvania có dân số 18616 người.